# Krab (architektura)

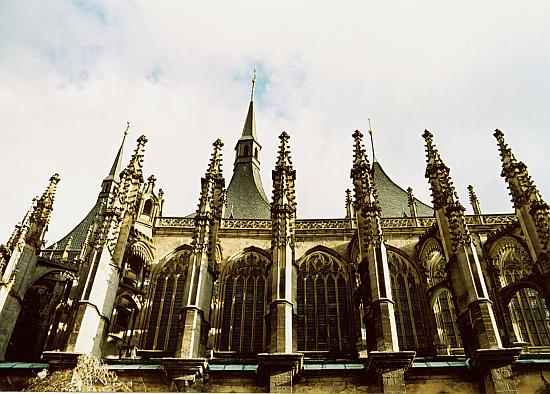
Fiály s kraby (chrám svaté Barbory, Kutná Hora)

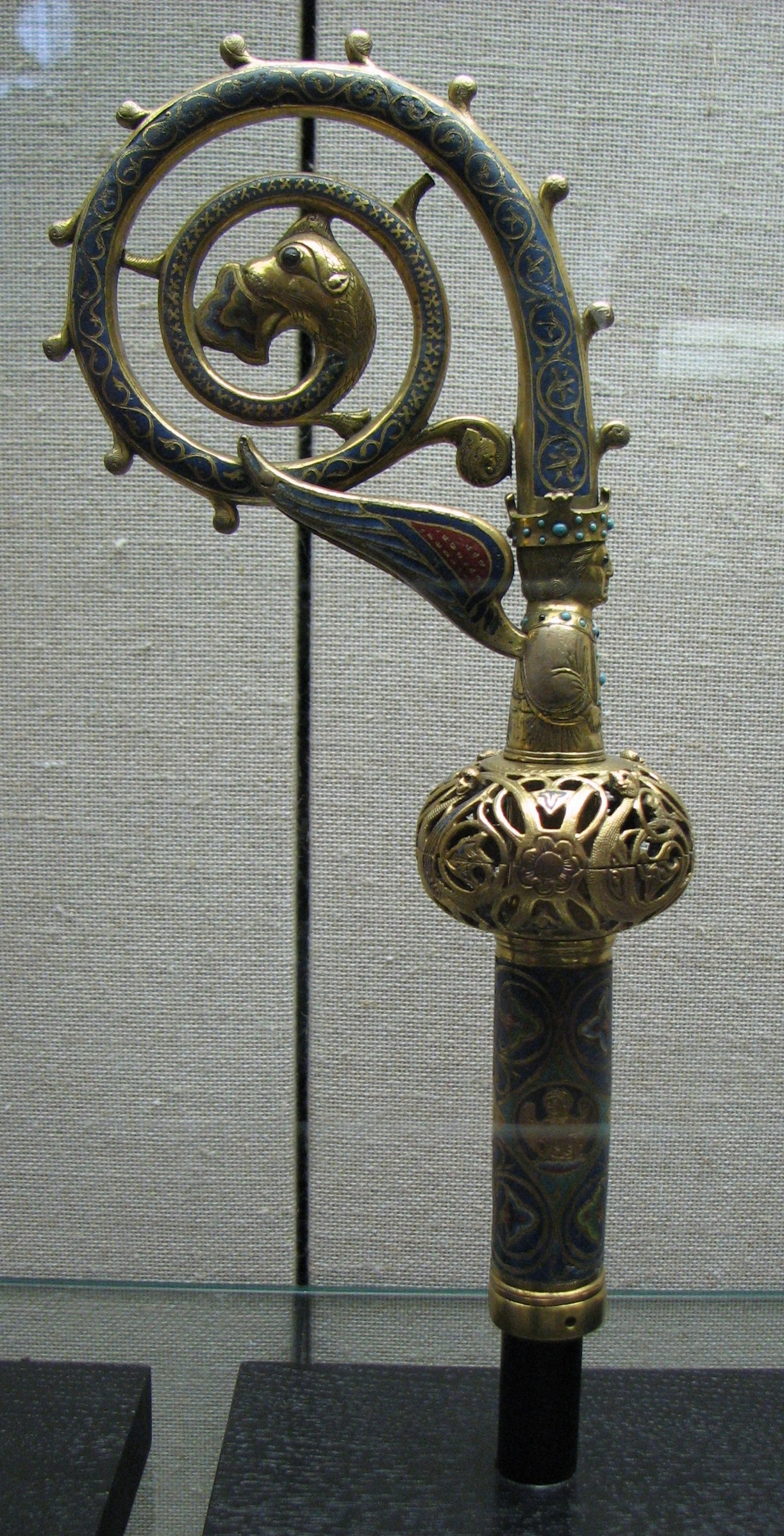
Středověká biskupská berla s kraby

Krab (někdy též žabka) je malý dekorativní plastický kamenický prvek využívaný na stavbách v gotickém slohu. Má obvykle tvar stylizovaného zprohýbaného svinutého listu či poupěte, který jako by se popínal po hraně opěry nebo fiály. Umisťoval se v pravidelných intervalech na hrany opěrných oblouků, vimperků, věžic či fiál. Vyskytuje se však také na oltářích, monstrancích a jiných ozdobných předmětech z gotické doby.